# 23-й цикл солнечной активности
23-й цикл солнечной активности — один из 11-летних циклов, который начался в мае 1996 года и завершился в декабре 2008 года. Он продолжался 12,6 года. Максимум сглаженных среднемесячных чисел Вольфа за время цикла равнялся 180,3 (ноябрь 2001 года), а минимум — 2,2 (декабрь 2008 года). В общей сложности 820 дней цикла пятен на Солнце не наблюдалось.
Наиболее значительными по пиковой интенсивности рентгеновского излучения вспышками, по данным спутника GOES были следующие:
| Дата                 | Балл  |
| -------------------- | ----- |
| 4 ноября 2003 года   | X28.0 |
| 2 апреля 2001 года   | X20.0 |
| 28 октября 2003 года | X17.2 |
| 7 сентября 2005 года | X17.0 |
| 15 апреля 2001 года  | X14.4 |
| 29 октября 2003 года | X10.0 |
| 6 ноября 1997 года   | X9.4  |
| 5 декабря 2006 года  | X9.0  |
| 2 ноября 2003 года   | X8.3  |
| 20 января 2005 года  | X7.1  |

Сильнейшая геомагнитная буря 23-го цикла солнечной активности наблюдалась 20 ноября 2003 года, когда Dst-индекс (англ. Disturbance Storm Time Index) геомагнитной активности достиг значения −422 нТл, и стала пятой, после геомагнитной бури 13-14 марта 1989 года и трёх событий в 1957, 1958 и 1959 гг., по этому показателю с начала наблюдений (1 января 1957 года). Другие крупные геомагнитные бури (с Dst-индексом меньше −300 нТл) этого цикла достигали пика интенсивности 31 марта 2001 года (-387 нТл), 30 октября 2003 года (сразу две сильных магнитных бури: в начале дня пиковых −353 нТл достигла первая, не успела она завершиться, как разразилась вторая, достигшая пиковых −383 нТл в конце того же дня), 8 ноября 2004 года (-374 нТл) и 16 июля 2000 года (-301 нТл).